# 第17強襲航空団

第17強襲航空団のマーク

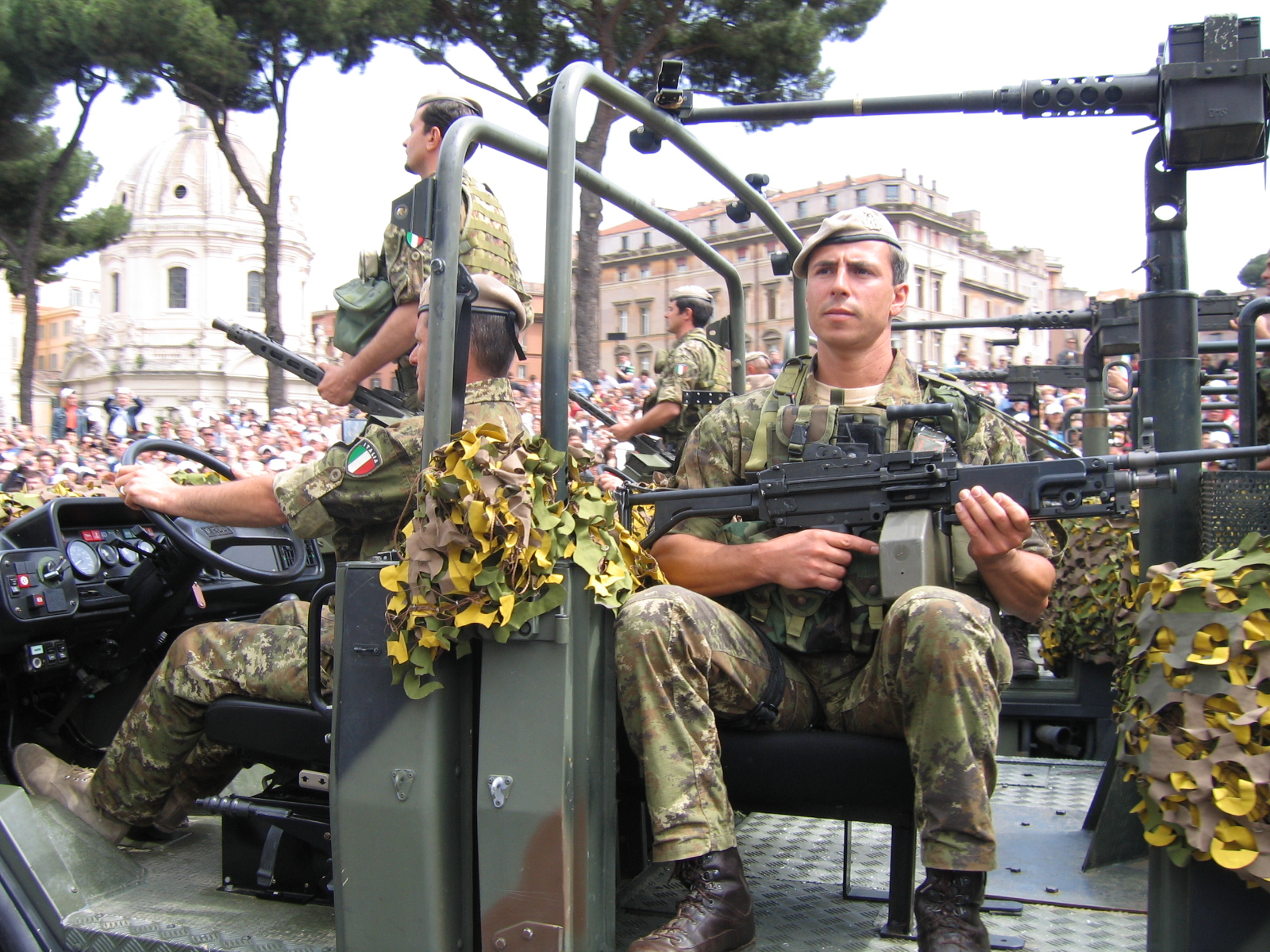
第17強襲航空団の隊員

第17強襲航空団(だい17きょうしゅうこうくうだん イタリア語: 17º Stormo Incursori)は、イタリア空軍の特殊部隊。2008年より、正式名称を空軍襲撃グループ(イタリア語: Reparto Incursori Aeronautica Militare,RIAM)としている。

## 概要
設立は2003年であり、イタリア軍特殊部隊の中では最も歴史が浅い。イタリア空軍の特殊作戦部隊として知られる第一航空旅団(イタリア語: 1ª Brigata aerea)の最上級部隊であり、戦闘捜索救難、戦闘管制、パスファインダー作戦などを任務としている。部隊は襲撃グループと訓練グループに別れていて、強襲グループは4個航空中隊が存在し、60人から190人程度の隊員が所属している。
基地はローマ郊外のセルベテリ基地に存在し、隊員は空挺、狙撃術、各種爆発物処理、戦闘時医療など多岐に渡る訓練を受けている。また陸軍アルピーニからは登山術やスキー、海軍COMSUBINからは潜水術、カラビニエリのGISからは要人警護の指導を受けた。
使用する航空機は、HH3-FやNH-90といったヘリコプターやC-130J、C-27J スパルタンといった輸送機である。また、ガリレオ・アヴィオニカのUAVも採用している。

## 個人装備
- ベレッタM92
- ベレッタM8000
- グロック17
- H&K MP5
- H&K MP7
- FN P90
- ベレッタSCP 70/90
- M4カービン
- FN SCAR
- H&K G36
- ステアーAUG
- ベネリ M4 スーペル90
- H&K MSG90
- L96A1
- SAKO TRG
- ベレッタ RS202対物狙撃銃
- バレットM82